# 良茂墓群
良茂墓群，又名 “良民墓群”、“云峰库区墓群”，位于中华人民共和国吉林省集安市青石镇良民村，是一处高句丽时期的古墓群，现已部分没入云峰水库。2019年良茂墓群登录为第八批全国重点文物保护单位。
良茂墓群位于集安市东北方向45公里的鸭绿江边，所在的良民平原（俗称“良民甸子”）是鸭绿江上游面积仅次于集安市所在通沟平原的大平原。
1964年5月，为配合下游云峰水库建设，吉林省文物工作队调查了附近的文物遗迹，发现良茂古墓群有墓葬170座，并发掘清理了30座古墓，包括积石墓、方坛积石墓、阶坛积石墓、封土石室墓、封土洞室墓等多种形制。1965年云峰水库蓄水，良茂墓群位于库区内，墓葬及其他遗迹被全部淹没。2004年，吉林省高句丽研究中心再次对良民附近的高句丽遗迹展开调查，新发现古墓13座。2006年再次调查良茂墓群，统计区域内标准水没线上分布有古墓葬1073座，没于水下的古墓数量不得而知。
良茂墓群墓葬数目多、延续时间长，为高句丽时期一处人口密集的重要区域。附近还有良民古城遗址，也已没入云峰水库下。